# Distichirhops mitsemosik
Distichirhops mitsemosik är en emblikaväxtart som beskrevs av Haegens. Distichirhops mitsemosik ingår i släktet Distichirhops och familjen emblikaväxter. Inga underarter finns listade i Catalogue of Life.